# Polygala exsquarrosa
Polygala exsquarrosa är en jungfrulinsväxtart som beskrevs av Adema. Polygala exsquarrosa ingår i släktet jungfrulinssläktet, och familjen jungfrulinsväxter. Inga underarter finns listade i Catalogue of Life.